# Цветль-ан-дер-Родль
Цветль-ан-дер-Родль (нем. Zwettl an der Rodl) — ярмарочная община (нем. Marktgemeinde) в Австрии, в федеральной земле Верхняя Австрия. 
Входит в состав округа Урфар-Умгебунг.  Население составляет 1744 человека (на 31 декабря 2005 года). Занимает площадь 15 км². Официальный код  —  41 627.

## Политическая ситуация
Бургомистр общины — Арнольд Вайксельбаумер (АНП) по результатам выборов 2003 года.
Совет представителей общины (нем. Gemeinderat) состоит из 19 мест.
- АНП занимает 13 мест.
- СДПА занимает 5 мест.
- АПС занимает 1 место.